# Jean Wauters (cyclisme)
Pour les articles homonymes, voir Jean Wauters.
Jean Wauters, né le 25 novembre 1906 à Molenbeek-Saint-Jean et mort le 15 avril 1989 à Anderlecht , est un coureur cycliste belge

## Palmarès
- 1928
  - 3e du Tour de Belgique indépendants
- 1929
  - 2e de Bruxelles-Liège
- 1931
  - 3e du Tour de Belgique
- 1932
  - 2e du Circuit de Belgique
  - 2e du Omloop der Vlaamse Gewesten
- 1933
  - Paris-Lille
  - 2e du Tour d'Hesbaye
- 1934
  - Bruxelles-Jupille
  - 2e de Paris-Roubaix
  - 3e de Heist-op-den-Berg
- 1935
  - Paris-Brasschaat
  - 3e du Tour de Belgique
  - 3e du Grand Prix de la ville de Vilvorde
- 1936
  - 2e du Championnat de Zurich

### Classiques
- Paris-Roubaix

1930: 27º
1931: 18º
1932: 47º
1933: 40º
1934: 2º
1936: 6º
- Tour des Flandres

1933: 15º
1935: 11º
1936: 9º
1937: 8º
- Liège-Bastogne-Liège

1927: 8º
1928: 5º
1930: 5º
1931: 6º
1936: 23º

## Résultats sur les grands tours

### Tour de France
- 1932 : 17e
- 1933 : abandon
- 1934 : 31e